# Dancing Undercover
Dancing Undercover je třetí studiové album americké glammetalové skupiny Ratt. Vydáno bylo v srpnu roku 1986 společností Atlantic Records a jeho producentem byl Beau Hill, který s kapelou spolupracoval i na předchozích dvou albech. V hitparádě Billboard 200 se umístilo na 26. příčce a stalo se platinovým (RIAA).

## Seznam skladeb
1. „Dance“ – 4:17
2. „One Good Lover“ – 3:06
3. „Drive Me Crazy“ – 3:42
4. „Slip of the Lip“ – 3:15
5. „Body Talk“ – 3:44
6. „Looking for Love“ – 3:09
7. „7th Avenue“ – 3:11
8. „It Doesn't Matter“ – 3:08
9. „Take a Chance“ – 4:00
10. „Enough Is Enough“ – 3:23

## Obsazení
- Stephen Pearcy – zpěv
- Warren DeMartini – kytara, doprovodné vokály
- Robbin Crosby – kytara, doprovodné vokály
- Juan Croucier – baskytara, doprovodné vokály
- Bobby Blotzer – bicí, perkuse